# The Englishman and the Girl
The Englishman and the Girl é um filme mudo norte-americano de 1910, do gênero comédia em curta-metragem, escrito e dirigido por D. W. Griffith.

## Elenco
- Charles Craig
- Mary Pickford
- George Nichols
- Kate Bruce
- Gladys Egan
- Ruth Hart
- Dorothy West
- Francis J. Grandon
- Anthony O'Sullivan
- Mack Sennett
- Linda Arvidson
- Dell Henderson
- W. Chrystie Miller
- Gertrude Robinson
- Thomas H. Ince
- Florence Barker